# Giuseppe Mottola
Giuseppe Mottola (San Nazzaro Calvi, 20 aprile 1936 – 20 novembre 2007) è stato un politico italiano.
Esponente della Coldiretti e presidente dell'Istituto sperimentale del tabacco, fu consigliere ed assessore all'agricoltura della Regione Campania ed in seguito Europarlamentare democristiano dal 1989 al 1994 e dal 1998 al 1999..

## Biografia
Dal 1965 al 1969 fu presidente dell'Ordine professionale dei periti agrari della provincia di Benevento e componente della giunta della Camera di commercio di Benevento. Dal 1969 al 1994 fu direttore della Federazione Provinciale della Coldiretti di Napoli. Dal 1970 al 1986 fu componente della giunta della Camera di commercio di Napoli, ricomprendo l'incarico di presidente della Commissione agricoltura, con specifica delega ai problemi della zootecnia e silvo-pastorali e della degustazione dei vini, nonché della Commissione R.E.C. Dal 1976 al 1985 fu nel consiglio d'amministrazione della Centrale del Latte di Napoli. Fu presidente della Commissione consultiva per la rilevazione dei prezzi agricoli e zootecnici presso la Camera di commercio di Napoli nel periodo 1975-1986; componente del Consiglio di amministrazione dell'Istituto regionale Valorizzazione e tutela prodotti agricoli ed industriali (IRVAT) dal 1979-1985; Vicepresidente dell'Associazione Produttori Ortofrutticoli della Campania dal 1980 al 1985; componente del Consiglio di amministrazione dell'Ente regionale di sviluppo agricolo della Camapania (ERSAC) nel periodo 1983-1985; presidente dell'Istituto sperimentale e di ricerca per il tabacco del Ministero delle risorse agricole, alimentari e forestali nel periodo 1987-1996; presidente nazionale della Federazione Italiana dei Periti Agrari (FIPA) dal 1992 al 1995; - Direttore regionale della Federazione Coltivatori diretti della Campania (1994-1996). Dal novembre del 1997 all'aprile 1999, ha ricoperto la carica di Presidente della spa consortile “Sovagri” (Sovvenzione globale in agricoltura).
Giornalista pubblicista iscritto dal 1980 all'Albo regionale dei giornalisti della Campania al n. 35061, fu direttore responsabile del periodico "Il coltivatore campano".

### Carriera politica
Alle elezioni regionali in Campania del 1985 fu eletto consigliere regionale nella circoscrizione di Napoli e provincia; durante la IV legislatura regionale (dal maggio 1985 al giugno 1990) ricoprì la carica di Presidente della III Commissione Consiliare permanente "Programmazione, agricoltura, Turismo, altri settori produttivi" e venne nominato assessore regionale all'agricoltura, caccia pesca e foreste dal 15 febbraio 1988 al 30 maggio 1989.
Alle elezioni europee del 18 giugno 1989 venne eletto deputato al Parlamento europeo nella circoscrizione Italia meridionale; nella legislatura 1989-1994 ricoprì la carica di componente titolare della Commissione agricoltura ed ambiente rurale e di membro della Commissione Economica e monetaria per lo sviluppo dei settori produttivi agro-industriali-alimentari, componente della delegazione del Parlamento europeo per i rapporti economici con i Paesi Mediterranei, Australia e Nuova Zelanda.
Nella legislatura europea successiva inizialmente non venne riconfermato eurodeputato, ma poi tornò a Strasburgo (in sostituzione del dimissionario Giampaolo D'Andrea) dall'11 novembre 1998. Fece parte del Gruppo del Partito Popolare Europeo (Gruppo Democratico Cristiano), con incarichi nella Commissione per l'agricoltura, la pesca e lo sviluppo rurale, nelle Delegazioni per le relazioni con Israele, con l'Australia e la Nuova Zelanda e con gli Stati Uniti d'America, nella Commissione per gli affari istituzionali, Commissione per i problemi economici e monetari e la politica industriale e Commissione per la politica regionale. Rimase in carica fino alla scadenza della legislatura, nel luglio 1999.